# Puerto Almanza (película)
Puerto Almanza  es una película documental  de Argentina filmada en colores dirigida por Juan Pablo Lattanzi y Maayan Feldman sobre su propio guion basado en la investigación que realizaran escrito que se estrenó el 6 de febrero de 2020 y fue filmada en la localidad del mismo nombre.

## La localidad donde se filmó
Almanza fue inicialmente el asiento de un destacamento de Prefectura Naval en la época del conflicto de 1977 con Chile y con el tiempo se transformó en una localidad con población civil y escaso número de habitantes, con casas desparramadas en el cual los turistas que concurren en verano, bordeando Canal de Beagle hasta la llamada Ruta de la Centolla, pueden  comer de primera mano frutos de mar, y frutas finas y hortalizas de buena fama. El paisaje es hermoso y la gente muy amable.

## Sinopsis
Los testimonios de habitantes de esta pequeña localidad austral, en especial de Rolo, el padre de los únicos cuatro niños del lugar que no quiere que sus hijos vayan a otro pueblo para educarse y de Santiago, que se lamenta no haber criado a su hijo.

## Comentarios
La codirectora Maayan Feldman dijo:

”La pregunta que motorizó la película era quiénes terminan en ese lugar, quiénes son los pocos habitantes que llegaron a ese sitio y decidieron asentarse ahí, teniendo otras posibilidades y habiendo vivido en otros lados, porque casi todos son nómades, no es que nacieron allá….Fuimos llegando de a poco. Ibamos cada vez que podíamos o teníamos la posibilidad, ya que es de difícil acceso….Algunos desconfiaban porque éramos de la universidad y porque éramos claramente extranjeros en ese lugar. Algunos tienen pocas ganas de hacer conocer su historia. Así que los que quizá sí necesitaban hacerse escuchar fueron las personas a las que logramos acceder.

La crónica de Ámbito Financiero dijo:

”Este documental registra las confesiones de cuatro habitantes: Quesada… Bartolo…y, sobre todo, Santiago y Rolo, veteranos que alguna vez tuvieron problemas con la ley. El primero, de larga melena y vieja relación con las mujeres de la noche, aprendió a escribir versos en el taller literario de una penitenciaría. Hoy le duele no haber criado a su hijo, que ya es grande. El otro tiene cuatro chicos que van creciendo medio salvajitos. Para escolarizarlos viaja una maestra, pero solo cuando el camino se lo permite….Muy linda la fotografía de Guido de Paula…Digno de aprecio, el trabajo de Juan Pablo Lattanzi.”